# タカネバラ
タカネバラ（高嶺薔薇、学名：Rosa nipponensis）は、バラ科バラ属の落葉低木 。別名、タカネイバラ。

## 特徴
樹高は1-2mになり、枝はよく分枝する。小枝は細長く紅紫色を帯び、白色を帯びた細い刺針が多生し、のちに脱落する。側枝の刺は少なくなる。托葉は幅広く、膜質で、なかほどまで葉柄に合着し、耳片の先端はとがり、縁に先端が小さな腺になった鋸歯がある。葉は奇数羽状複葉で、7-9個の小葉からなる。小葉は、長さ2-3cm、幅1-1.7cmの長楕円形から楕円形になり、短い小葉柄があり、縁には刺状にとがった鋸歯がある。小葉は薄く、表面は緑色、裏面は白色を帯び、裏面の主脈上にやわらかな伏毛があり、葉柄や葉軸とともに細い刺や腺毛がまばらに生える。
花期は6-7月。小枝の先端に1-2個の花をつける。小花柄は細く長さ3-5cmあり、やや長い腺毛が密生または疎生する。花の径は3.5-4cmで、紅紫色の5弁花になる。萼は暗紅紫色で、萼筒は長さ6-7mmの狭紡錘形になり、萼裂片は長さ2-3cmの狭披針形で細長く伸び、花時には平開し、内面全体と背面の縁に白い綿毛が密生する。花弁は長さ2cmの広倒卵状で、ほとんど水平に開出し、基部はくさび状に狭まる。雄蕊は長さ6-7mmあり、黄色で多数ある。雌蕊には白毛が密生し、花柱は花の喉部をふさぐ。果実は長さ1.5-2cmの倒卵状狭紡錘形になり、8-9月に黄赤色に熟し、先端に萼片を残す。

## 分布と生育環境
日本固有種。本州の尾瀬から中部地方の高山、四国の剣山・東赤石山ほかに分布し、針葉樹林帯、ハイマツ帯の日当たりのよい所に生育する。

## 近縁種
シノニムにあるようにかつてオオタカネバラの変種とされたが、塩基配列の点も染色体の倍数性の点でも異なり現在では独立した種とみなされる。なお国内の近縁種としてハマナス節（キンナモメア節）の3種がある。
ハマナス節
- オオタカネバラ
- ハマナス
- カラフトイバラ

## ギャラリー
- 高山の日当たりのよい場所に生育する。
- 葉は奇数羽状複葉、3-4対。